# 孔令貽
孔 令貽（こう れいい、1872年 - 1919年）は、孔子の76代目の嫡孫。字は谷孫、号は燕庭。
4歳で父を喪い、1877年に衍聖公を襲爵した。
家学を学んでいたが、1888年に光緒帝に謁見のため北京に赴いた。
北京滞在中に吏部右侍郎孫毓汶の娘と結婚し、1889年に翰林院侍講に任じられ、正式に衍聖公としての職務を行うようになった。
1898年、寄付を行って曲阜に16の初等小学堂、1つの高等小学堂を設立した。
1907年、山東省の教育の調査を命じられた。
1912年、袁世凱が中華民国の臨時大総統に就任すると、祝賀の上書を送っている。国会議員に推薦されたが、固辞した。翌年、袁世凱が正式に大総統となるとこれまで通り衍聖公の地位を認められた。
1915年より袁世凱の皇帝即位を積極的に支援し、袁世凱の帝制実現後は郡王に封ぜられた。
1917年、清朝の復辟の際には祝賀の電報を送っている。
1919年、北京を訪れて溥儀に拝謁したが、11月8日に太僕寺街衍聖公府で病死した。
詩・画・書に優れていた。